# Siv Holme
Elisif "Siv" Ingeborg Muse Holme, född 27 juni 1912 i Skutskärs församling, Uppsala län, död 5 december 2001 i Silly-Tillard, Frankrike, var en svensk målare.
Hon var dotter till sjökapten Edward Holme, hamnmästare i Skutskär, och hans hustru, född Molin. Siv Holme studerade för Nils Adler-Laurentsson vid Nya målarskolan och var sedan 1936 bosatt i Paris där hon studerade för Othon Friesz, André Lhote vid Académie de la Grande Chaumière och Académie Colarossi samt för Henri Dropsy vid Académie des Beaux-Arts. Förutom utställningar i Frankrike har hon medverkat i utställningar i Gävle, Uppsala och Stockholm samt på konstgallerier i New York. Hennes konst består av realistiska figur- och porträttstudier. Bland hennes porträtt märks det av den ungerska författaren Mikas som ställdes ut i Paris och fick  många vackra lovord i den franska pressen. För UNESCO formgav hon en medalj i silver.
Holme är representerad vid Nationalmuseum. Hon var från 1937 gift med den ungerske journalisten och författaren Ali Farkas, och senare med den amerikanske konstnären Isaac "Ike" Lane Muse (1906–1996) i hans tredje äktenskap. De bodde i Tillard, Oise, Frankrike.